# 中澤徹
中澤徹（なかざわとおる）は、日本の医学者。医学博士。
東北大学教授として眼科の研究に貢献。緑内障の研究において複数の賞を受賞。
東日本大震災では東北大の眼科、皮膚科、耳鼻科の合同チームで巡回診療を行い、また、効率的に診療するため、避難所から患者をバスで運び、集中的に診察をする被災地医療を行った。

## 履歴
- 1995年 東北大学医学部卒
- 2002年 東北大学 医学研究科修了
- 1995年 東北大学医学部卒業、眼科研修医
- 1996年 山形市立病院済生館眼科研修医
- 1998年 国立長寿医療センター研究員
- 2002年 公立刈田綜合病院医員
- 2003年 東北大学眼科助教
- 2003年 アメリカ合衆国ハーバード大学眼科研究員
- 2006年 東北大学眼科助教
- 2007年 東北大学眼科講師
- 2009年 視覚先端医療学寄付講座准教授
- 2011年 東北大学眼科教授 (視覚先端医療学寄付講座)

## 受賞歴
- 2007年 須田賞
- 2007年 第13回ロート賞
- 2009年 日本眼科学会･学術奨励賞
- 2009年 Glaucoma Summer Camp, Young Investigator Award

## 業績
2011年、視神経の細胞死を引き起こすタンパク分解酵素「カルパイン」の働きを抑える薬剤を、緑内障を発症させたマウスに投与し、視神経の生存率の上昇と神経を保護する作用を確認し緑内障治療に可能性を示した。